# AJet
AJet è una compagnia aerea a basso costo turca che ha come base principale l'aeroporto di Esenboğa di Ankara e l'aeroporto Internazionale Sabiha Gökçen di Istanbul. È una sussidiaria della compagnia di bandiera Turkish Airlines, per la quale opera voli a basso costo. 

## Storia
Fu fondata il 30 marzo 2008 da Turkish Airlines come marchio indipendente e con la denominazione AnadoluJet, secondo un modello operativo a basso costo. i primi voli decollarono il giorno 23 aprile. Dal momento che gode di bassi costi operativi, offre prezzi più competitivi. Il numero di passeggeri trasportati dalla compagnia aerea con sede ad Ankara è aumentato del 65% e gli occupanti degli aeromobili hanno raggiunto l'85% di riempimento. Le operazioni sono iniziate con cinque velivoli, cresciuti a sette entro la fine del suo primo anno.
Nel marzo 2020, il marchio è stato riconfigurato per applicarsi all'intera rete di rotte internazionali di Turkish Airlines operante dall'aeroporto internazionale Sabiha Gökçen di Istanbul, composta da oltre 20 rotte.
Il 2 gennaio 2024 la compagnia ha ricevuto il proprio certificato di operatore aereo, avviando un processo di ricostituzione. Il 31 marzo la società è stata travasata in AJet, costituita legalmente già il 14 luglio dell'anno precedente.

## Flotta

### Flotta attuale

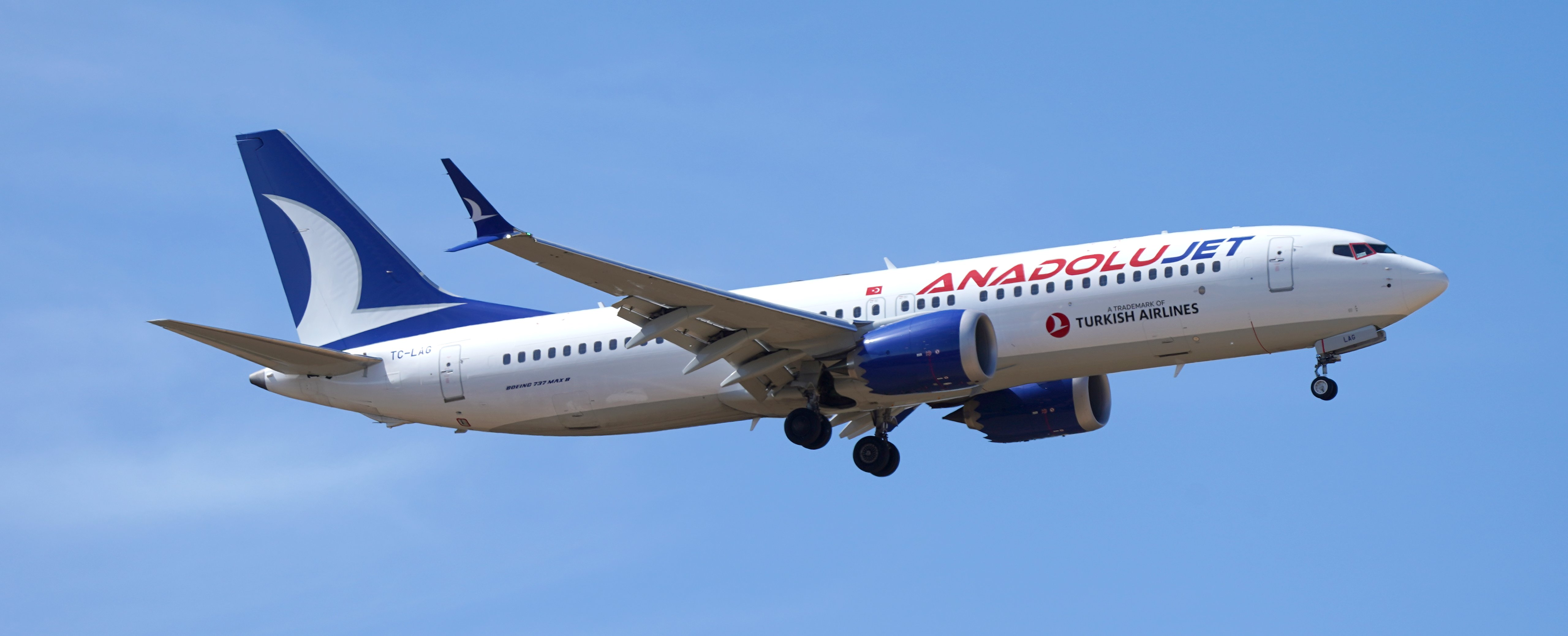
Un Boeing 737 MAX 8 in livrea AnadoluJet.

A settembre 2024, la flotta di AJet risulta composta dai seguenti aerei:

### Flotta storica

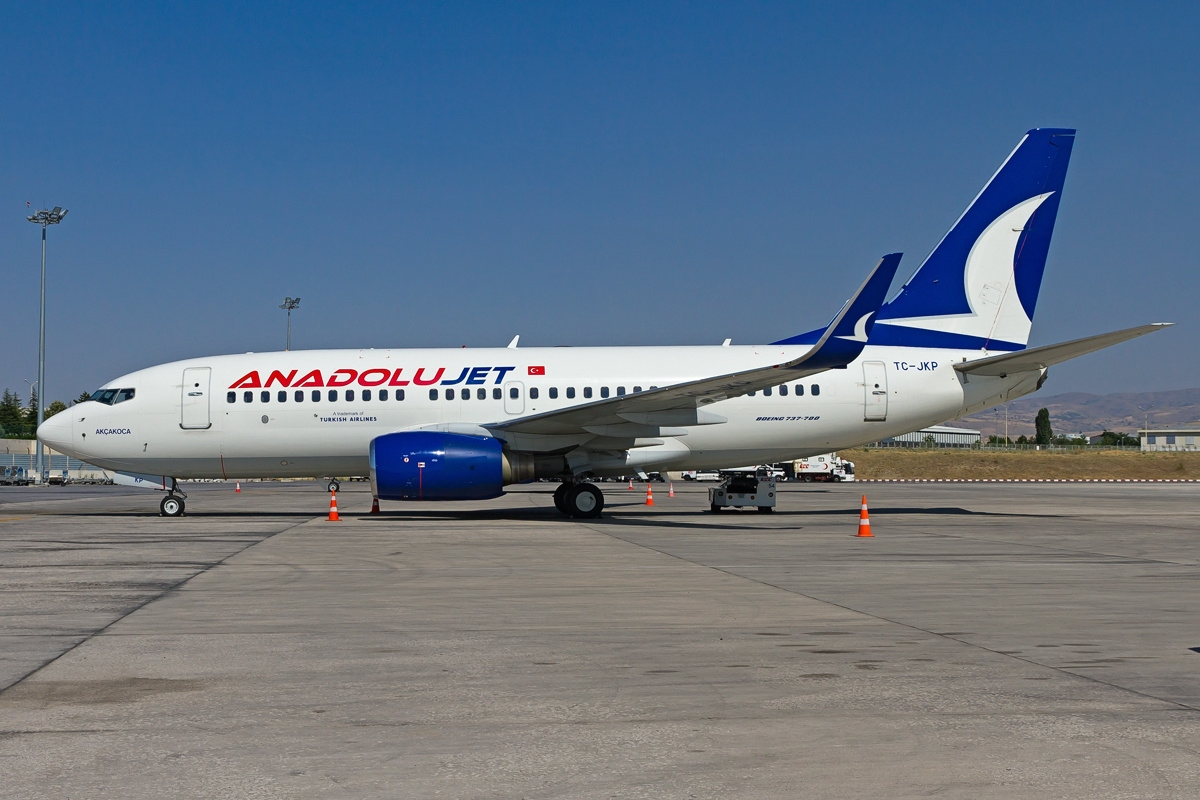
Un Boeing 737-700.

Nel corso degli anni, AnadoluJet ha operato con i seguenti modelli di aeromobili: